# Poa gaspensis
Poa gaspensis är en gräsart som beskrevs av Merritt Lyndon Fernald. Poa gaspensis ingår i släktet gröen, och familjen gräs. Inga underarter finns listade i Catalogue of Life.